# ملان هیدن
ملان هیدن (به سوئدی: Mellanheden) یک منطقهٔ مسکونی در سوئد است که در بخش مالمو واقع شده‌است. ملان هیدن ۱٬۷۰۳ نفر جمعیت دارد.